# セグラーテ
セグラーテ（伊: Segrate）は、イタリア共和国ロンバルディア州ミラノ県にある、人口約35,000人の基礎自治体（コムーネ）。

## 地理

### 位置・広がり

#### 隣接コムーネ
隣接するコムーネは以下の通り。
- ミラノ
- ペスキエーラ・ボッロメーオ
- ピオルテッロ
- ヴィモドローネ

### 地震分類
イタリアの地震リスク階級 (it) では、3 に分類される
。